# Елиезер Папо
Елиезер Папо е еврейски равин от края на 18 и началото на 19 век, който е сред 12-те най-почитани равини.

## Биография
Роден е в Сараево, живее и работи в Букурещ като главен равин, лекар и философ. При него на венчавки и кръщавки идват от Влахия и Молдова.
По време на Руско-турската война през 1829 г. спасява местното население в Силистра от епидемията от холера, избухнала в лагера на руската армия, като създава карантинни „пояси“ и лазарети за болните. Заради близостта си с болните обаче се заразява и умира.
Погребан е близо до Дунав при Силистра. Благодарното население му вдига паметник, но той е разрушен от турците.

## Памет
През 2003 година варненска фирма закупува 800 m2 урегулиран имот около мястото, където се предполага, че е погребан Папо и там е изграден мемориално-религиозен комплекс в негова чест. Комплексът е включен в програмите на туристическите фирми от града и е посещаван от поклонници от Израел, Съединените американски щати, Канада.
На Елиезер Папо е наречена улица в квартал „Южен парк“ в София (Карта).